# 約瑟夫·梅爾科拉
約瑟夫·麥可·梅爾科拉（英語：Joseph Michael Mercola，1954年7月8日—）是美国另類醫學的倡导者以及骨科醫生，同時他亦销售醫療補給品和醫療器械， 其產品存在不少争议。2013年為止，  梅爾科拉在伊利诺伊州经营着“ Dr. Mercola Natural Health Center”。 他編寫了了《無穀物飲食》（暫譯）  （與 Alison Rose Levy共同編寫）以及《大鳥流感骗局》（暫譯）等書籍。
梅爾科拉及其同事經常在網際網路上倡导了许多未经廣泛證實效果的替代健康概念，包括顺势疗法和反对接种疫苗。此類想法經常受到諸多攻擊。 梅爾科拉是美国医师與外科医生协会（Association of American Physician and Surgeons ）的成员之一，该組織致力於為另類治療方式提供更多科學證據。